# Psalm 133
Psalm 133 – jeden z utworów zgromadzonych w biblijnej Księdze Psalmów, jeden z tzw. psalmów stopni. W systemie numeracji stosowanym w greckiej Septuagincie i łacińskiej Wulgacie psalm ten jest psalmem 132.
Psalm ten identyfikuje się również często przez łaciński incipit Ecce quam bonum (pol. Co piękniejsze).

## Tekst psalmu i jego interpretacja
Ten bardzo krótki psalm zaliczany jest do grupy nazywanej „pieśniami stopni”, za tekstem hebrajskim (hebr. ‏שִׁיר הַמַּעֲלוֹת‎). Psalmy te na pewno były wykonywane w świątyni, towarzyszyły rytom. Według redaktorów Biblii Jerozolimskiej psalm opiewa więzy łączące kapłanów i lewitów jerozolimskich, tzn. personel świątynny. Biblia Tysiąclecia uznaje go za pieśń pielgrzymią typu mądrościowego i tylko zakłada, iż może chodzić o relacje między kapłanami i lewitami.
Podmiot liryczny docenia przebywanie razem, braterskie obcowanie, a jeśli tłumaczyć yāšaḇ jako „zasiadać”, nawet wspólne biesiadowanie, być może z okazji zakończenia pielgrzymki do Jerozolimy w Święto Namiotów (w. 1). Obraz oleju (hebr. ‏שֶׁמֶן‎) namaszczenia obficie spływającego na brodę Aarona ma symbolizować Boże błogosławieństwo (w. 2–3). Mojżesz z polecenia Boga dokonał wprowadzenia Aarona w czynności kapłańskie, co zostało opisane w rozdziale 8. Księgi Kapłańskiej. Polecenia namaszczenia olejem znajduje się w Księdze Wyjścia 29,7. Olej miał być przygotowany z mieszanki mirry, cynamonu, wonnej trzciny, kasji i oliwy, i miał specjalny, święty charakter. Pod żadnym pozorem nie wolno go było używać do innych celów (Wj 30,22–38). Namaszczenie ma szczególne duchowe i społeczne znaczenie, jest obrazem harmonii. Porównanie oleju namaszczenia do rosy (hebr. ‏טַל‎) Hermonu osiadającej aż na Górze Syjon sygnalizuje jego kojący, niosący błogosławieństwo i pokój charakter. Syjon, a więc Jerozolima ze swoją świątynią to miejsce działania Boga (w. 3).
W Psalmie 133 jeden raz wymienione zostało imię Jahwe (hebr. ‏יְהוָֹה‎; w. 3).
Redaktorzy wydań umieścili przed psalmem nagłówki sugerujące interpretację tekstu Życie braterskie (Biblia Jerozolimska), Szczęście płynące ze zgody (Biblia Tysiąclecia), Pochwała bratniej zgody (Biblia poznańska).

## Użycie w liturgii chrześcijańskiej
W rzymskiej liturgii godzin zreformowanej po soborze watykańskim II Psalm 133 odmawiany jest jako drugi psalm Modlitwy w ciągu dnia w piątek czwartego tygodnia brewiarza. W nagłówku redaktorzy zasugerowali interpretację: „Szczęście płynące ze zgody”. Jako krótki komentarz kursywą zacytowany został Pierwszy List św. Jana Apostoła: „Miłujmy się wzajemnie, ponieważ miłość jest z Boga” (1 J 4,7). W okresie zwykłym psalm odmawiany jest z własną antyfoną: Wszyscy wierzący mieli jedno serce i jedną duszę (Dz 4,32 w tłum. Biblii Paulistów).